# 华春莹
华春莹（1970年4月24日—），江苏淮阴人，南京大学外国语学院毕业，中华人民共和国职业外交官，中国共产党党员。现任第十三届全国妇联常委，中华人民共和国外交部党委委员、副部长，中国—中东欧国家合作秘书处秘书长。

## 工作经历
1988年，华春莹在淮州中學畢業後，以淮阴县文科第一名成绩考入南京大学。1992年，本科毕业后，进入外交部工作，任西欧司科员。1995年，外派新加坡，历任驻新加坡使馆随员、三等秘書；1999年回国，升任西欧司三等秘书、副处长。2003年至2010年，第二次外派，先后担任中国驻欧盟使团二等秘书、一等秘书、参赞；2010年回国后，任外交部欧洲司参赞。
2012年8月，转任外交部新闻司副司长；同年11月起，担任外交部发言人，成為外交部有史以来第5位女发言人，至2024年5月仍然擔任外交部發言人，以11年紀錄成為中國外交部任職時間最長的發言人。2019年7月，接替陆慷，升任外交部新闻司司长、公共外交办公室主任，成为继首任司长龚澎以后外交部新闻司第二位女性司长。期间，曾在2019年3月至7月，在中共中央党校参加中青年干部培训班学习。
2021年10月，升任外交部部长助理，分管新闻、礼宾以及翻译工作。2024年5月，任外交部副部长。2025年1月起，不再兼任外交部新闻司司长，该职务由毛宁接任，同时卸任外交部新闻发言人。2025年2月起，兼任中国—中东欧国家合作秘书处秘书长。

## 个人生活
华春莹出生在一个干部家庭，父亲钱勇，曾任中共淮阴县纪委书记，母亲华杰，曾任淮安市清河区政协副主席。华春莹隨其母亲姓华，她的妹妹则随父姓钱，名叫钱春敏。。关于她的出生地，一说为江苏淮阴（今淮阴区），一说为江苏省泗阳县来安乡葛集村（今众兴镇葛集社区），由于她出生时泗阳县隶属淮阴地区，因而公开资料记载为淮阴。有报道称，她的六年中学生涯都在淮阴县中学（今江苏省淮州中学）度过；另有报道称，因父母工作调动，华春莹在泗阳高中读了一个学期的高一，之后又因为父母调动而转学淮阴县中学。大学时期，华春莹的外号叫“迎春花”（「華春瑩」倒过来读的諧音）。
《星岛日报》2020年3月引述外交界相关人士称，华春莹丈夫是一名外交官，为時任中央外事工作委员会办公室的一名局级干部，两人育有一女。
华春莹的个人爱好是打网球。

## 争议

### 回應川普監聽門
2018年10月25日，华春莹就记者询问《纽约时报》报道美国总统唐纳德·特朗普的iPhone被中国和俄罗斯情报部门监听时表示：「感觉现在美方有些人真的是想不遗余力地角逐『奥斯卡最佳剧本奖』。如果可以的话，我有三个建议：第一，《纽约时报》应该知道，它发表类似报道，只会多一个其做fake news（假新闻）的证据。第二，如果很担心苹果手机被窃听的话，可以改用华为手机。第三，如果还觉得不放心，为了绝对安全起见，可以停止使用任何现代通讯设备，断绝与外界所有联系。」其后特朗普在个人Twitter否认《纽约时报》关于他的iPhone可能被中国窃听的报道：“纽约时报那些所谓的特朗普专家所撰写的一篇又长又无聊的有关我手机使用情况的文章如此不正确，我都没有时间去改正它。我只使用政府电话，我只有一个很少使用的政府手机。这篇故事错的如此离谱！”。

### 2019冠狀病毒病事件发言
華春瑩2020年2月3日在記者會上表示，中国政府就2019冠狀病毒病疫情“自1月3日起，共30次向美方通报疫情信息和防控措施。两国疾控中心就疫情相关情况多次进行沟通。”
香港《蘋果日報》将上述发言理解为，華春瑩“失言洩露”從2020年1月3日起已經通報美國當局2019冠狀病毒病“疫情嚴重”。台湾中央廣播電臺则认为，“網罵你給美方說30次、給國民說幾次”，“但由於中國人民普遍在鐘南山於1月20日作出警告後才知道事態嚴重，因此引發了國內的怒火”。但外交部网上记者会原文并无表述“1月3日起已經通報疫情嚴重”。

### 推特点赞唐柏橋帖文事件
2020年2月16日，华春莹被媒體發現她的官方推特帳號讚了由唐柏桥發出的，呼籲中共總書記習近平下台並向中國民眾謝罪的帖子，事件引起了香港《經濟日報》等报道；这些媒体同时也猜测这可能是“手滑误操作”，并注意到之后该账号所有的赞好/喜欢推文已全部清空。

### 邀請來中國享受自由
2020年4月9日於推特上反擊摩根·奧塔格斯：「隨時歡迎到中國，在街上隨便找人聊天、享受自由」。美國聯邦通信委員會（FCC）委員布倫丹·卡爾（Brendan Carr）同日發推文回應，要求與下列人士“聊天”：謝琳卡、艾芬醫生、陳秋實和方斌、李澤華、許志永、任志強及許章潤。

### 英文悼念推特拼错
2020年5月17日晚，华春莹发英文推特悼念刚刚逝世的中华人民共和国驻以色列大使杜伟：，此事被环球网等中国大陆媒体报道。网友指出她的推特有三处错误：拼错了同事（colleague）和以色列（Israel），英文的哀悼（condolences）应该致予逝者的家属朋友而非逝者本人，给予本人的应该用。华春莹之后改正了推特的错误。

### 为何中国人不可以使用推特（Twitter）和脸书（Facebook）
2021年2月18日，华春莹在主持例行记者会上，回应香港中评社记者援引美联社与大西洋理事会共同开展的一项调查全球虚假数字信息的运动中，显示中国在推特和脸书上的外交账号数量增加了三倍和两倍有何评论时，华春莹称：「说到推特账号数量，不知道他们有没有调查过有多少外国媒体和外交官使用微信、微博？为什么外国人可以使用中国的社交媒体平台，而中国人就不可以使用推特和脸书呢？这只是增加一种同外国民众分享信息、沟通交流的渠道而已。」引起社交平台上嘲讽「华春莹代表广大网民提出了他们不敢提的问题」，表示这个问题「问得好」。因为在中国网络防火墙下，推特、脸书、谷歌等都是被禁止使用的。

### 監獄囚犯錯當為黑奴
2021年3月25日，華春瑩在記者會上，指控西方抹黑中國，強調新疆少數民族被強迫勞動是子虛烏有。她先後舉起所謂美國「黑奴」採收棉花的黑白照片，以及中國以機械採收棉花的彩色照，稱中國棉田的機械化率達4成，所以「中國不存在強迫勞動」。美國《新聞周刊》報導，華春瑩拿出的所謂「黑奴」照，其實是知名攝影師里昂（Danny Lyon）1967至1969年間在德州Ferguson Unit監獄所拍攝的囚犯勞動照片。

### 以料理店決定屬地
2022年8月7日，華春瑩在推特指出「台北市有 38 家山東餃子館和 67 家山西麵館，因此台灣一直是中國的一部分」。隨後美國國務院前發言人摩根·奥塔格斯在社群媒體回應表示，在中國有超過8500家肯德基餐廳，味覺是不會騙人的。中國一直都是肯塔基州的一部分，失散多年的孩子終將回家。

## 轶事

### 錯聽熊貓「香香」為日本官員杉山晉輔
2017年12月19日，有日本记者询问关于旅日大熊猫“香香”的问题：
|  | Giant panda Xiangxiang made public debut today at the zoo in Tokyo. Do you have any comment? （大熊猫“香香”在东京的动物园公开展出。 请问您有什么看法？） |

华春莹在回答日本记者的问题时，误将“香香”听成时任日本外务省事务次官“杉山”（杉山晋辅），并回答到：
|  | 我们希望日方能够与中方相向而行，按照中日之间的四点共识和四个联合的文件来妥善处理好有关的问题。 |

随后有中国记者指正，华春莹恍然大悟并当场大笑。

## 荣誉
2020年1月1日，被评为“2019十大女性人物”。
2020年9月，被中共中央、国务院、中央军委授予“全国抗击新冠肺炎疫情先进个人”。

## 外部連結
- 外交部发言人华春莹简历（页面存档备份，存于）
- 华春莹的X（前Twitter）

| 中華人民共和國政府职务 | 中華人民共和國政府职务                              | 中華人民共和國政府职务 |
| ---------------------- | --------------------------------------------------- | ---------------------- |
| 前任： 陆慷            | 中华人民共和国外交部新闻司司长 2019年7月－2025年1月 | 繼任： 毛宁            |